# DAVE (singer-songwriter)
Davy Barendrecht (Roosendaal, 18 maart 2000), beter bekend onder zijn artiestennaam DAVE, is een Nederlands zanger en songwriter. Dave maakt Nederpop muziek met persoonlijke teksten of over een maatschappelijk thema.

## Biografie
Al van jongs af aan staat DAVE's leven in het teken van muziek. In 2015 deed hij mee aan het RTL 4-zangprogramma The Voice Kids.. Hij koos voor het team van Angela Groothuizen en haalde het tot de Battles.
Na The Voice Kids volgde hij vocal coaching aan de Babette Labeij Music Academy in Amsterdam en begon een eigen YouTube-kanaal met Engelstalige covers. Ook bracht hij negen Engelstalige singles uit. Geïnspireerd door artiesten als Flemming, Snelle en Suzan & Freek besloot DAVE zich op Nederlandstalige popmuziek te richten. 

## Carrière
In maart 2023 bracht DAVE zijn debuutsingle "De Laatste Keer" uit. Zijn tweede single "Broekzak" kreeg aandacht bij radiozender 100% NL. DAVE's singles kwamen terecht in bekende Spotify-afspeellijsten zoals "New Music Friday NL", “Je Moerstaal” en "Nederlandse Kerst". Daarnaast had DAVE interviews en airplay bij diverse Nederlandse radiozenders, waaronder NPO1 (De Taalstraat), NPO 3FM (Maak je debuut in een minuut) en VibeRadio.
Er kwamen meerdere videoclips uit bij zijn liedjes, die zowel uitkwamen op YouTube als op TVOranje.
Voor zijn single "Jonge Zelf" over de gevolgen van pesten had DAVE een samenwerking met Stichting Stop Pesten Nu.
Zijn single ‘Verdwaald’ was een duet met zangeres en actrice Lisa Michels. Samen waren zij live te horen bij Omroep Flevoland.
In oktober 2024 was DAVE te gast bij de Zapp Kids Top 20 met zijn single “Hey Meisje”.

## Discografie
Albums en ep's
- Eenzaam Samen (ep, 2023)
- Dagboek (ep, 2024)

Singles
- De Laatste Keer (2023)
- Broekzak (2023)
- Verslaafd Aan Jou (2023)
- Jij Wordt Van Mij (2023)
- Eenzaam Samen (2023)
- Jonge Zelf (2023)
- Handrem (2024)
- Verdwaald (2024) met Lisa Michels
- Hey Meisje (2024)
- Illegaal (2024)
- Alleen In December (2024)
- Zo Zonde (2025)
- Het Zit Wel Goed (2025)
- Prioriteiten (2025)